# 八汐路まり
八汐路 まり（やしおじ まり、3月10日生）は宝塚歌劇団の元月組主演娘役で現在は野里元治（園芸店「陽春園」3代目主人）の妻である。和歌山県出身。宝塚歌劇団時代の公称身長は159cm。宝塚歌劇団時代の愛称はベンちゃん。

## 略歴
1957年、宝塚音楽学校に入学。
1959年、宝塚音楽学校を卒業し、45期生として宝塚歌劇団の初舞台を踏む。宝塚入団時の成績は57人中16位。初舞台の公演演目は雪組公演『花田植え／ラブリーロマンス』。1960年4月21日に月組配属。
1970年12月30日付で宝塚歌劇団を退団。最終出演公演の演目は月組公演『鷗よ波濤を超えて／青春のプレリュード』。

## 宝塚歌劇団時代の主な舞台出演
- 『微笑の国』新人公演：リーザ（本役：加茂さくら）（月組）（1961年1月1日 - 1月26日、東京宝塚劇場）
- 『サルタンバンク』（月組）（1961年7月1日 - 7月30日、東京宝塚劇場）
- 『三銃士』（月組）（1961年9月2日 - 9月29日、宝塚大劇場）
- 『踊珠曼茶羅』『レ・ガールス - 魅せられし女性論-』（月組）（1962年3月1日 - 3月22日、宝塚大劇場）
- 『皇太子の勲章』（月組）（1962年11月1日 - 11月28日、宝塚大劇場）
- 『トランペット・オルフェ』『不死鳥のつばさ燃ゆとも』（月組）（1963年3月1日 - 3月24日、宝塚大劇場）
- 『潮の鈴』『霧深きエルベのほとり』 - アンゼリカ（月組）（1963年5月1日 - 6月2日、宝塚大劇場）
- 『九月の宵の幻想曲(ファンタジア)』『一人ぼっちのハネムーン』（月組）（1963年9月3日 - 9月29日、宝塚大劇場）
- 『虹のオルゴール工場』『レビューへの招待』（月・星組合同）（1963年11月2日 - 11月25日、東京宝塚劇場）
- 『舞拍子』『レビューへの招待』（専科・月・星組合同）（1964年1月1日 - 1月29日、宝塚大劇場）
- 『南の哀愁』 - ナイヤ（月組）（1964年3月3日 - 3月25日、宝塚大劇場）
- 『レビュー・オブ・レビューズ』（星・月組合同）（1964年6月2日 - 6月28日、宝塚大劇場）
- 『ユンタ』（月組）（1964年8月4日 - 8月31日、宝塚大劇場）
- 『ボン・ビアン・パリ』（月組）（1965年1月1日 - 1月25日、宝塚大劇場）
- 『花響楽』『霧深きエルベのほとり』 - マルギット （月組）1965年3月6日 - 3月30日、東京宝塚劇場）
- 『スペードの女王』（月組）（1965年5月1日 - 5月31日、宝塚大劇場）
- 『伊豆の頼朝』『ゴールデン・シャドウ』（雪組）（1965年9月2日 - 9月30日、宝塚大劇場）
- 『あゝそは彼の人か』 - リタ（花組）（1966年2月3日 - 2月27日、宝塚大劇場）
- 『ローレライ』『永遠のスーザン』（月組）（1966年9月2日 - 9月29日、宝塚大劇場）
- 『霧深きエルベのほとり』 - マルギット （月組）（1967年1月28日 - 2月28日、宝塚大劇場）
- 『忘れじの歌』 - ジェーン『タカラジェンヌに乾杯!』（雪組）（1967年3月2日 - 3月23日、宝塚大劇場）
- 『オクラホマ!』 - アド・アニー（月・星組）（1967年7月1日 - 7月30日、宝塚大劇場）
- 『アディオ・アモーレ』『ワンダフル・タウン』（月組）（1967年10月31日 - 11月30日、宝塚大劇場）
- 『ハイ・ブライト』（月組）（1968年1月1日 - 1月30日、宝塚大劇場）
- 『ラプソディ -ハンガリア物語-』（月組）（1968年4月27日 - 5月30日、宝塚大劇場）
- 『ウエストサイド物語』 - マリア（月・雪組）（1968年8月1日 - 9月1日、宝塚大劇場）
- 『ウエストサイド物語』（月・雪組）（1969年3月1日 - 3月25日、宝塚大劇場）
- 『嵐が丘』 - キャサリン（月組）（1969年5月3日 - 5月28日、新宿コマ劇場）
- 『怒濤の果て』『アリア・イン・ジャズ』（月組）（1969年7月5日 - 8月5日、宝塚大劇場）
- 『ラブ・パレード』（雪組）（1969年10月2日 - 10月29日、宝塚大劇場）
- 『嵐が丘』（月組）（1969年10月31日 - 11月29日、宝塚大劇場）
- 『タカラヅカEXPO'70』（月組）（1970年4月15日 - 5月6日、宝塚大劇場）
- 『纏おけさ』『ハロー!タカラヅカ』（1970年6月3日 - 6月30日、東京宝塚劇場）
- 『鴎よ波濤を越えて』『青春のプレリュード』（月組）（1970年9月2日 - 9月30日、宝塚大劇場）